# Gevangenenpoort (Lier)
De Gevangenenpoort (of binnenste Eeckelpoort of Eikelpoort) is de laatst overgebleven stadspoort van de oorspronkelijke vijf binnenpoorten van de eerste omwalling van Lier, in de Belgische provincie Antwerpen. De poort werd opgericht in 1375 en van de 16de eeuw tot 1930 deed ze dienst als stadsgevangenis. De tralies wijzen nog op deze oude functie.
Van de poort liep de stadswal richting "Corneliustoren" die eveneens deel uitmaakte van de stadsverdediging.
Van stijl is de Gevangenenpoort oorspronkelijk gotisch. Rond 1728 werd ze aangepast met classicistische kenmerken.
Aan beide zijden, boven de doorgang, hangt een heiligenbeeld (heilige Rochus aan de voorkant (binnenzijde) van de poort en heilige Margareta aan de achterkant). In de doorgang zelf hangt een afbeelding van de heilige Rochus met de bijhorende tekst "Reikt hier uwe weldadige handen om voor Rochus beeld licht te branden opdat gij in droeven tijd van pest en oolog moogt bevrijd".
In het voorjaar van 2009 onderging de Gevangenenpoort een (nodige) grondige restauratie waarbij een oorspronkelijk deel van de stadswal werd blootgelegd. De poort telt drie ruimten. Sinds 2009 worden twee van de drie ruimten door de stad Lier verhuurd aan een hoteluitbater.

## Bescherming
In 1980 werd het gebouw beschermd als monument en als stadsgezicht.

## Fotogalerij

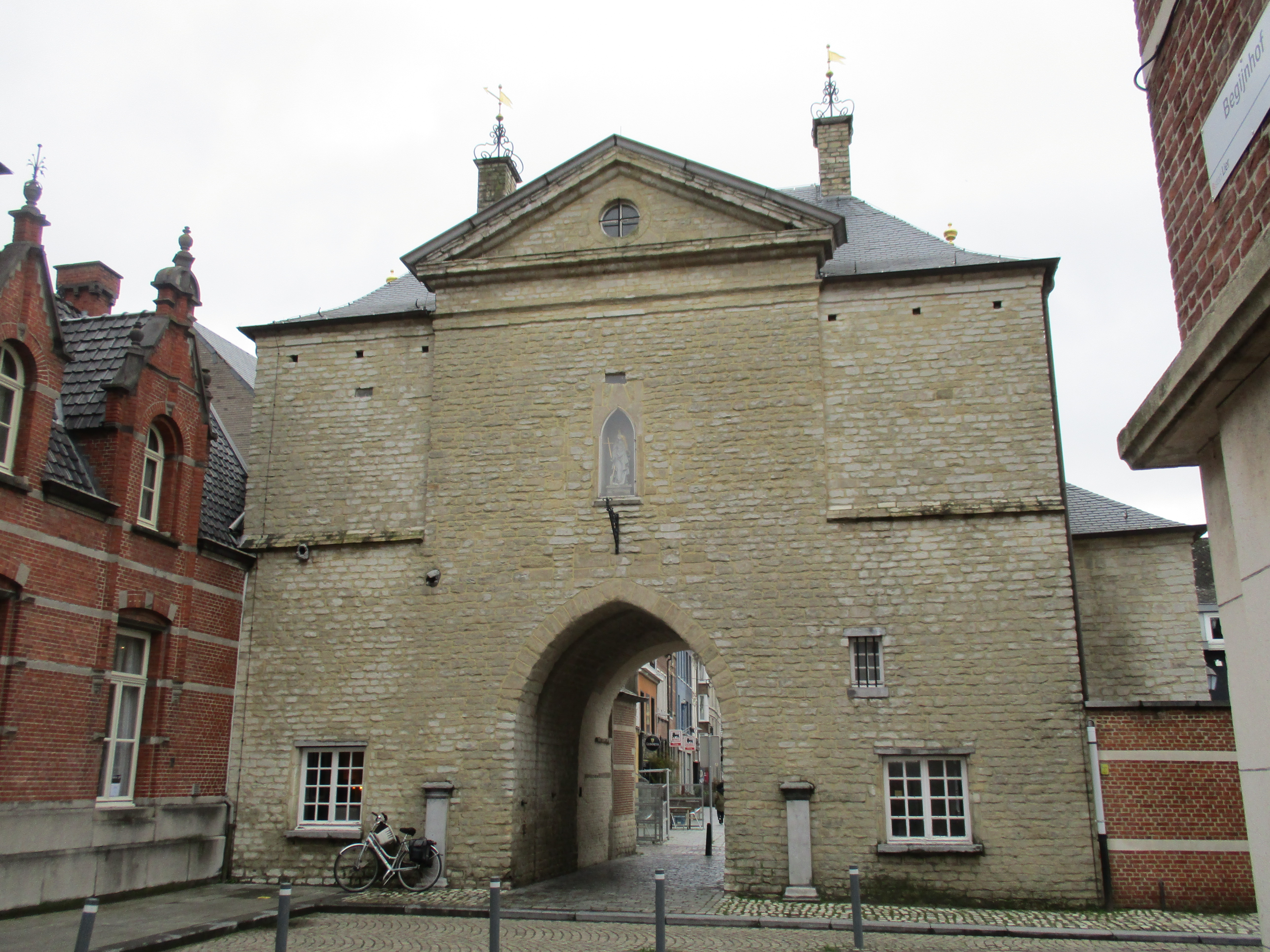
Achterzijde gevangenenpoort Lier
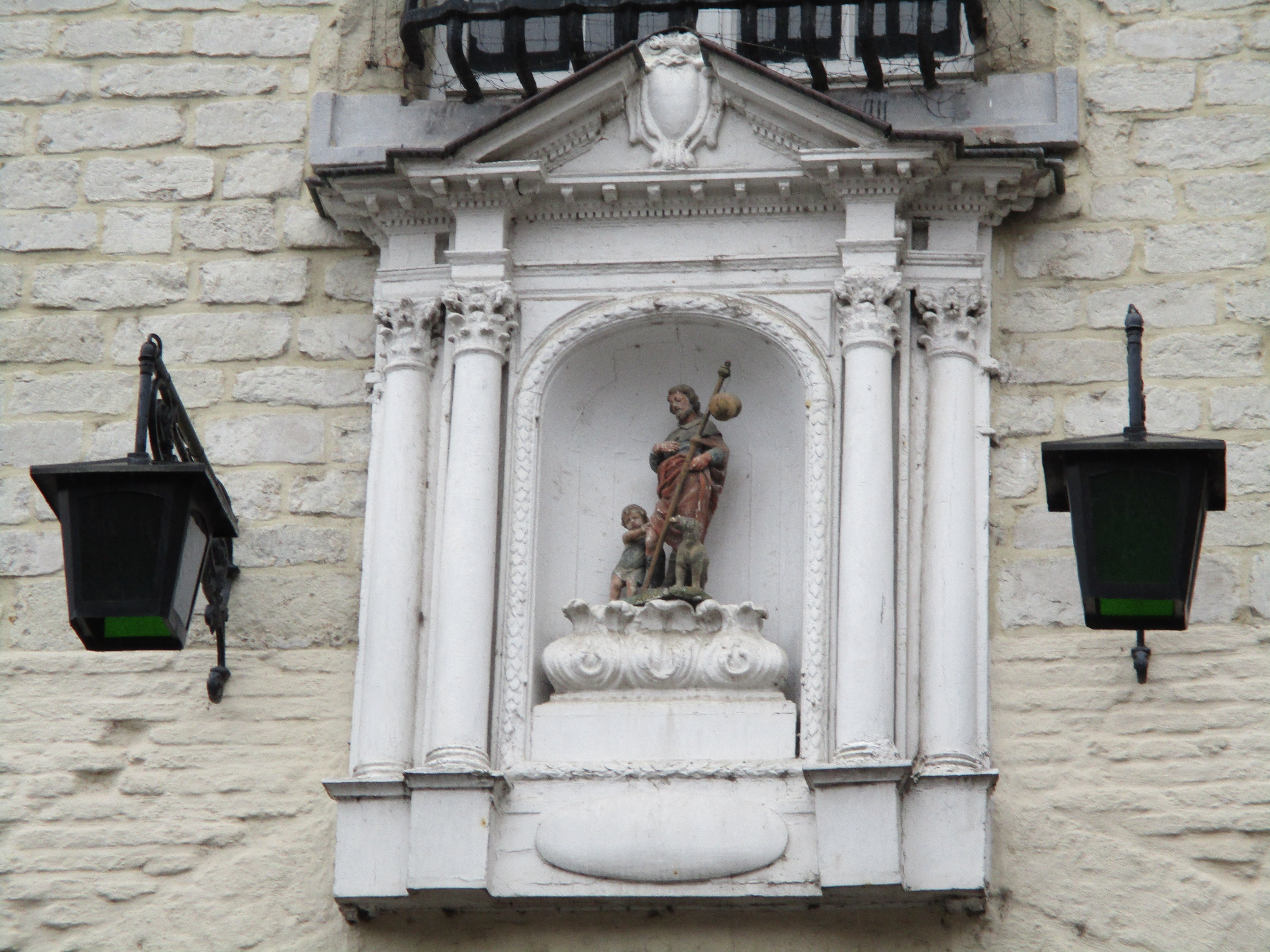
Beeld van de heilige Rochus boven de gevangenenpoort te Lier
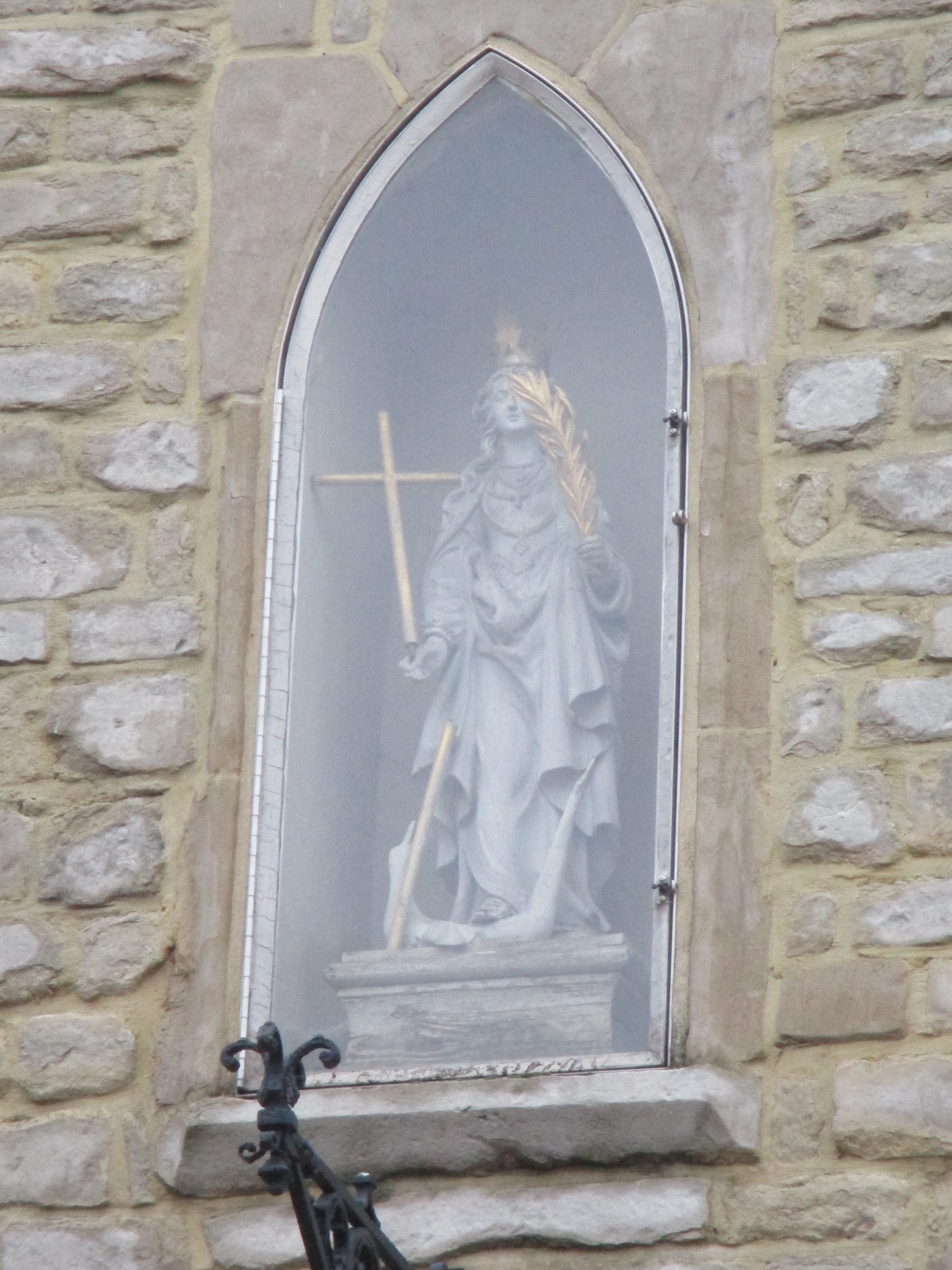
Heilige Margereta boven de gevangenenpoort te Lier